# Right to Sing the Blues
Right to Sing the Blues è il sedicesimo album di Long John Baldry, pubblicato nel 1997 dalla Stony Plain Records.
Nell'album è inclusa un'intervista a Baldry come bonus track.

## Tracce
1. They Raided the Joint (Eldridge, Jackson, Page, Page) - 3:24
2. Easy Street (Raulte) - 3:47
3. I'm Shakin' (Toombse) - 3:51
4. Midnight Hour Blues (Carre) - 3:56
5. Right to Sing the Blues (Burgess, Jamese) - 4:26
6. It's Too Late Brother (Duncane) - 3:10
7. East Virginia Blues - 5:29
8. Whoa Back Buck - 2:45
9. Morning Dew (Dobson, Rosee) - 3:28
10. You're the One (Kinge) - 5:01
11. Work So Hard (Pickette) - 3:18
12. Midnight in Berlin (Chiarelli) - 5:14

Bonus track
1. (Interview)  - 23:46